# Sejmik
O sejmik (diminutivo do polonês sejm, ou parlamento) era um sejm regional na República das Duas Nações e anteriormente no Reino da Polônia. Os sejmiks existiram até o término da República em 1795, após as partições da Polônia. Na Polônia atual, existem os sejmiks das voivodias (polonês: Sejmik wojewódzki).

## História
Os sejmiks se originaram dos Estatutos Nieszawa em 1454, concedidos à szlachta pelo Rei Casimiro IV Jagelão. Em 1493 os sejmiks gerais deram origem ao Sejm nacional.
No século XVI as forças de liderança dos sejmiks provinham da média nobreza; mais tarde, isto passou a ser privilégio dos membros da nobreza alta, mais conhecidos por magnatas (magnaci). Os sejmiks lituanos no Grão-Ducado da Lituânia foram muito mais dominados pelos magnatas do que os da Polônia. Os sejmiks atingiram seu maior grau de importância nos séculos XVII e XVIII, quando freqüentemente eles é que estipulavam seu próprio tempo de duração, isto é, estendiam seus períodos autorizados de operação. Tais abusos foram suprimidos pelos atos do sejm de 1717 (polonês: sejm niemy).

## Características
Normalmente os sejmiks eram realizados em um grande campo aberto. Havia três tipos de sejmik:
- geral (polonês: generalny, latim conventiones generales), realizado na Polônia Ocidental (Polônia Maior, polonês: Wielkopolska) em Kolo, no sul da Polônia (Pequena Polônia, polonês: Małopolska) em Nowe Miasto Korczyn, na Mazóvia (polonês: Mazowswze) em Varsóvia, na Rutênia Vermelha em Sadowa Wisznia e na Lituânia em Volkovysk. Os sejmiks gerais eram formados de delegados eleitos pelos sejmiks provinciais. Sua finalidade era a de tomar uma posição para ser levada ao Sejm Geral (polonês: Sejm Walny) e instruir seus deputados em como eles deveriam votar nas sessões da Sejm Walny.
- provincial ou territorial (polonês: ziemski, latim conventiones particulares, conventiones terrestrae) (em toda voivodia). Sua importância foi maior no século XV e diminuiu com a formação do Sejm Geral. Desde então eles se restringiram a tratarem de assuntos locais e a eleger deputados para o sejmik geral e o sejm geral.
- do condado (powiat) (polonês: powiatowy).

Eles poderiam se reunir para propósitos especiais:
- Pré-sejm (polonês: przedsejmowe) sejmiks para eleger de 1 a 6 deputados (poslowie) (dependendo do tamanho e importância dada ao território do sejmik) para o Sejm Geral ordinário (polonês: Sejm Walny) que era convocado a cada dois anos por um período de seis semanas e para qualquer Sejm Geral extraordinária que deveria ser chamada a qualquer tempo nas emergências, por um período de duas semanas. Algumas vezes sejmiks pré-sejm são chamados de eleitorais. Em alguns casos, um sejmik poderia ser convocado por duas voivodias - neste caso ele poderia eleger mais que 6 deputados.
- Eleitoral (polonês: elekcyjne) sejmiks para eleger altos cargos na voivodia.
- Relacional (polonês: relacyjne) sejmiks para ouvir as narrativas dos deputados que retornavam do Sejm Geral, geralmente apresentando a lei (konstytucje sejmowe) decretado pelo Sejm.
- Deputacional (polonês: deputackie) sejmiks para eleger deputados (deputaci) para os tribunais (Tribunal da Coroa e Tribunal Lituano) desde os tempos do Rei Stefan Batory.
- Administrativo (ou econômico, polonês: gospodarcze) sejmiks para supervisionar o próprio governo da voivodia.

Os sejmiks eram convocados pelo rei ou pelo governante (voivod) da província (voivodia). O rei e seus representantes determinavam por carta, assim chamada Legação do Rei (polonês legacja królewska), quais os assuntos mais importantes que os sejmiks deveriam debater. Todos os nobres (szlachta) que residiam na voivodia tinham direito de participar dos sejmiks; outros estados enviavam apenas delegações com apenas um representante com direito a voto. Cada sejmik elegia um presidente da sejmik (marszalek sejmiku: que presidia a sejmik, semelhante ao cargo do presidente do sejm nas Sejms nacionais). Um sejmik podia ser interrompido com o liberum veto, que eventualmente era impedido com a formação (assim como nos sejms) de uma confederação, que exigia o voto da maioria.